# Jevhen Valentinovics Malisev
Jevhen Valentinovics Malisev (ukránul: Євген Валентинович Малишев, Harkiv, 2002. március 10. – Harkiv közelében, 2022. március 1.) ukrán sílövő.

## Élete
2002-ben született Harkivban. 2018 és 2020 között tagja volt az ukrán junior sílövő válogatottnak. 2019-ben – Sz. I. Szolodovnik és V. J. Szpicsin edzők felügyelete alatt – esélyes volt, hogy kijusson a svájci Lausanne-ban megrendezésre kerülő III. téli ifjúsági olimpiai játékokra (2020), de végül nem került be a kiutazó 39 fős keretbe.
2020-ban – a koronavírus világjárvány kezdetekor – bejelentette, hogy visszavonul, ezt követően pedig bevonult az ukrán fegyveres erőkhöz, mint szerződéses katona.
Az Ukrán Fegyveres Erők szerződéses katonájaként szolgál, amikor 2022. február 24-én Oroszország megtámadta Ukrajnát, és az intervenciós csapatok tüzérségi tűz alá vettek több nagyvárost, köztük szülővárosát, Harkivot is. Hat nappal később, március 1-jén, Harkiv védelme során életét vesztette.